# Yorkshire Terrier
Der Yorkshire Terrier ist eine von der FCI anerkannte britische Hunderasse (Gruppe 3, Sektion 4, Standard Nr. 86).

## Herkunft und Geschichtliches
Der Yorkshire Terrier wurde seit Ende des 19. Jahrhunderts von den ärmsten Schichten der nordenglischen Industriestädte in der Grafschaft Yorkshire gezüchtet. Die Aufgabe des Yorkshire Terriers war, in den Städten Ratten und Mäuse zu dezimieren, er wurde aber auch zur – illegalen – Jagd auf Kaninchen sowie als Wettobjekt im Rattenpit eingesetzt.
Im Rassestandard wird der alte Englische Toy Terrier, Schwarz und Loh, zusammen mit anderen Rassen wie dem Malteser und dem Skye Terrier als Vorfahre des Yorkshire Terriers dargestellt. Aus einer im FCI-Rassestandard Nr. 86 nicht zulässigen seltenen Farbvariante des Yorkshire Terriers wurde der Biewer Terrier gezüchtet.

## Beschreibung

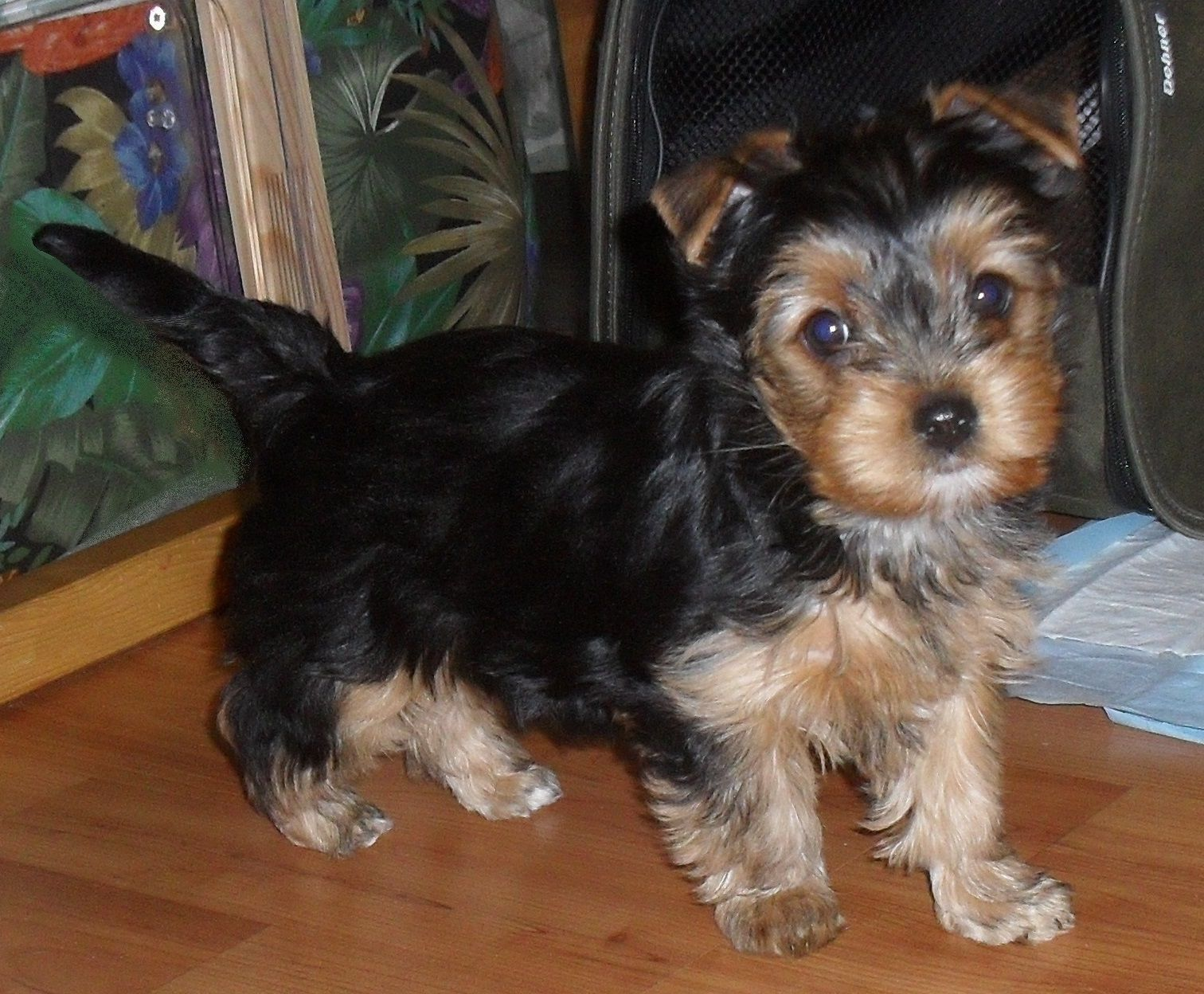
Yorkshire Terrier Welpe während sich die Ohren aufrichten

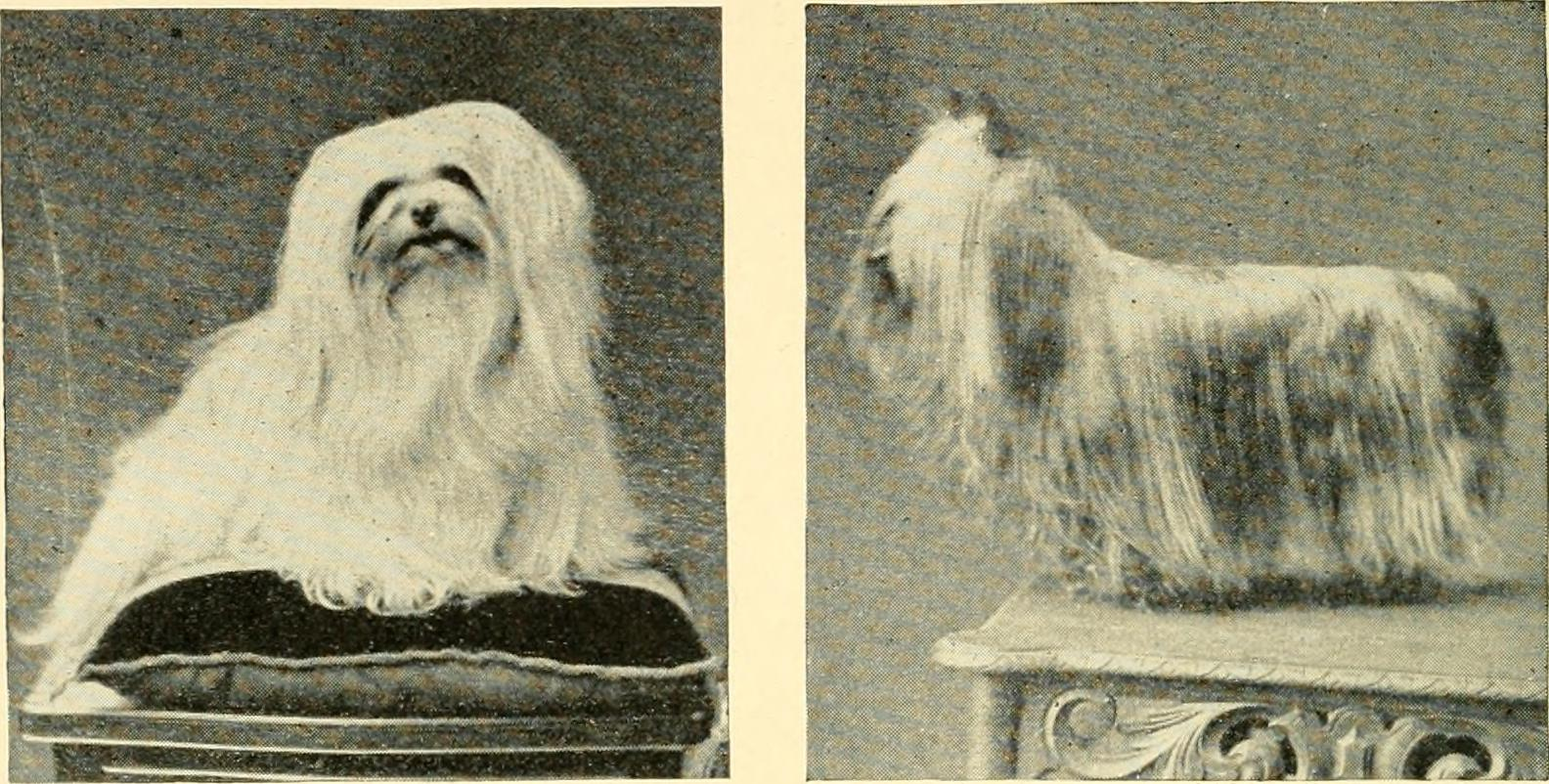
historische Aufnahme um 1900

Der Yorkshire Terrier ist mit bis zu 3,2 kg Gewicht ein kleiner Gesellschaftshund. Typisch ist das feine, glänzende, lange, weder krause noch lockige Fell. Im FCI-Standard ist die Farbe folgendermaßen beschrieben: „Dunkles Stahlblau (nicht Silberblau) erstreckt sich vom Hinterhauptbein bis zum Rutenansatz, keinesfalls vermischt mit falbfarbenem, bronzefarbenem oder dunklem Haar. Das Haarkleid an der Brust hat ein volles, helles Braun. Alle braunfarbenen Haare sind an der Wurzel dunkler als in der Mitte und werden zur Spitze hin noch heller.“ Andere Fellfärbungen gelten als Fehlfarben.
Die Rute ist stark behaart und wird etwas über Rückenniveau getragen. Die kleinen V-förmigen Ohren werden aufrecht getragen, sind relativ hoch angesetzt und sollten nicht weit auseinander stehen. Die Läufe sind gerade, verschwinden aber fast unter der langen Behaarung.

## Wesen
Obwohl er zu den kleinsten Hunden gehört, zeigt sich der Yorkshire Terrier  meist selbstbewusst, lebhaft, wachsam und intelligent. Daher braucht er eine konsequente Führung. Er kann dann ein Begleit-/Gesellschaftshund, aber auch ein aufmerksamer Wachhund sein, der vor größeren Hunden und fremden Menschen nicht zurückschreckt.

## Pflege, Haltung
Das dünne Haar der Yorkshire Terrier bedarf besonderer Pflege, da es sonst leicht brüchig wird und seinen glänzenden Charakter verliert. Wegen der feinen Haarstruktur muss das Fell täglich gebürstet werden, damit keine Verfilzungen entstehen. Ein großer Vorteil des Yorkshire Terriers für viele Halter liegt darin, dass er keinen jahreszeitlich bedingten Haarwechsel hat.  Um die Augen frei zu halten, werden die Haare um die Augen gekürzt oder Haarspangen verwendet. Bei Hundeausstellungen soll das Haar dem Rassestandard entsprechend lang sein.

## Gesundheit
Im Genpool der Yorkshire Terrier gibt es die Erbanlage zu einer genetisch bedingten Schwäche des Aufhängeapparates der Augenlinse und damit zu einer Linsenverlagerung, eventuell mit sekundärem Grünen Star. Zum Nachweis gibt es einen Gentest. Eine weitere Augenerkrankung, von der der Yorkshire Terrier mit am häufigsten betroffen sind, ist die Distichiasis, bei der Härchen in die Augen wachsen. Oft führt das zu keinen Krankheitszeichen, es können aber unter anderem tränende Augen (Epiphora) und krampfartiger Lidschluss (Blepharospasmus) auftreten, Hornhautenzündung oder Hornhautgeschwüre gehören zu den möglichen Folgen. Die erblich bedingte Progressive Retinaatrophie, der Trachealkollaps und Lebershunt kommen ebenfalls vor. Auch die Neigung zur Luxation der Kniescheibe ist im Genpool der Rasse als Erbanlage vorhanden. Beim jungen Yorkshire Terrier muss auf den Zahnwechsel geachtet werden, da manche Welpen persistierende Milcheckzähne haben.